# Амалія Дідеріксен
Амалія Дідеріксен (дан. Amalie Dideriksen, нар. 24 травня 1996) — данська велогонщиця, срібна призерка Олімпійських ігор 2020 року, чемпіонка Європи.

## Виступи на Олімпіадах
| Олімпіада           | Дисципліна | Місце |
| ------------------- | ---------- | ----- |
| Ріо-де-Жанейро 2016 | омніум     | 5     |
| Токіо 2020          | омніум     | 4     |
| Токіо 2020          | медісон    | 2     |

## Зовнішні посилання
- Амалія Дідеріксен — олімпійська статистика на сайті Sports-Reference.com (англ.) (архівна версія)
- Амалія Дідеріксен [Архівовано 9 серпня 2021 у Wayback Machine.] на сайті Cycling Archives

1. ↑  https://pantheon.world/profile/person/Amalie_Dideriksen
2. 1 2  Olympedia — 2006.